# Lothar Schreyer
Lothar Schreyer (* 19. Oktober 1886 in Blasewitz; † 18. Juni 1966 in Hamburg) war ein deutscher Jurist, Dramaturg, Maler und Schriftsteller, expressionistischer Dramatiker, Erzähler, Essayist und Lyriker. Er veröffentlichte auch unter dem Pseudonym Angelus Pauper.

## Leben und Werk
Der Vater Schreyers, Franz Oskar Bernhard Schreyer (1858–1936), war akademischer Maler. Schreyer studierte Jura in Heidelberg, Berlin und Leipzig. Er wurde 1911 promoviert. Von 1911 bis 1918 war er Dramaturg am Deutschen Schauspielhaus in Hamburg. 1919 war er Gründer der Berliner Kunstbühne und deren Leiter bis 1921. Von 1916 bis 1926 arbeitete Schreyer an Herwarth Waldens Zeitschrift Der Sturm als Redakteur und Schriftleiter. 1917 bis 1920 leitete er die Sturm-Bühne in Berlin. Hier ließ er die Schauspieler nackt oder mit verfremdeten Masken und Kostümen auftreten, um das ganz Natürliche oder das total Konstruierte, aber auf keinen Fall das Gewohnte auf die Bühne zu bringen. Er war Autor der Stücke Jungfrau (1917), Meer, Sehnte, Mann (1918), Nacht (1916/1917; 1919), Kreuzigung (1920) und Kindsterben (1921) (u. a.). Von 1921 bis 1923 wirkte er als Meister und Leiter der Bühnenklasse am Bauhaus in Weimar, von 1924 bis 1927 an der Kunstschule Der Weg in Berlin und Dresden. Von 1920 bis 1925 war Schreyer mehrfach auf den Ausstellungen der Galerie Der Sturm vertreten.
1933 konvertierte Schreyer zur römisch-katholischen Kirche. Maria Laach wurde zu seiner geistlichen Heimat.
Schreyer gehörte zu den 88 Schriftstellern, die im Oktober 1933 das Gelöbnis treuester Gefolgschaft für Adolf Hitler unterzeichneten. Im selben Jahr trat er der NSDAP bei.
1937 wurde im Rahmen der deutschlandweiten konzertierten Aktion „Entartete Kunst“ aus dem Schlesischen Museum der Bildenden Künste Breslau, der Städtischen Kunstsammlung Chemnitz, der Anhaltinischen Gemäldegalerie Dessau, dem Wallraf-Richartz-Museum Köln, dem Museum der bildenden Künste Leipzig, dem Schlossmuseum Weimar und dem Nassauischen Landesmuseum Wiesbaden als Bestandteil der 1. Mappe "Neue europäische Graphik. Meister des staatlichen Bauhauses in Weimar" zwei Farblithografien Schreyers beschlagnahmt. Die Mappe wurde von 1937 bis 1941 auf der Wanderausstellung "Entartete Kunstgezeigt. In vier Fällen wurde die Mappe vernichtet. Andere gingen in den internationalen Kunsthandel. Eine wurde nach 1945 aus dem Nachlass des Kunsthändlers Bernhard A. Böhmer sichergestellt und befindet sich heute im Kulturhistorischen Museum Rostock.
Nach dem Zweiten Weltkrieg 1945 führte Schreyers Weg nach Hamburg, wo er bis zu seinem Tode 1966 als freier Schriftsteller, Künstler und Maler lebte. Zahlreiche Kunstwerke sind in Hamburger Kirchen und im Umland zu finden. Große Beachtung fanden seine zahlreichen Werke zum Thema „Christliche Kunst“, die das ganze Spektrum sakraler Kunst abdecken.

## Veröffentlichungen
Autor
- Die bildende Kunst der Deutschen. Geschichte und Betrachtung. Hanseatische Verlagsanstalt / Deutsche Hausbücherei, Hamburg u. a. 1931.
- Der Bamberger Reiter. Stalling, Oldenburg 1932.
- Die Mystik der Deutschen, 1933.
- Frau Uta in Naumburg. Stalling, Oldenburg 1934.
- Sinnbilder deutscher Volkskunst. Hanseatische Verlagsanstalt, Hamburg 1936.
- Der Untergang von Byzanz. Anton Pustet, Salzburg und Leipzig, 1940. (A P 128-Ia)
- Der gefangene Glanz. Aus den Werken des Theophrastus Parazelsus. Caritasverlag, Freiburg i.Br. 1940.
- Der Falkenschrei. Friedrich II von Hohenstaufen. Roman. 1942 (Neuaufl. Anton Pustet, Graz 1961).
- Die dreifache Gottgeburt. 1947.
- Expressionistisches Theater. Aus meinen Erinnerungen. Toth, Hamburg 1948.
- Der schauende Mensch. Herder, Freiburg 1951.
- Neue Arbeiten von Fritz Schwerdt. In: Das Münster. Nr. 1–2/1953. Verlag Schnell+Steiner, Regensburg 1953.
- Ein Jahrtausend Deutscher Kunst. Christian Wegner Verlag, Hamburg 1954.
- Erinnerungen an Sturm und Bauhaus. Albert Langen/Georg Müller, München 1956.
- Die Botschaft der Buchmalerei. Aus dem ersten Jahrtausend christlicher Kunst. Wittig, Hamburg 1956.
- Agnes und die Söhne der Wölfin. Ein Prozeß. Herder, Freiburg i. Br. 1956.
- Lyonel Feininger. Dokumente und Visionen. Langen-Müller, München 1957.
- Christliche Kunst des XX. Jahrhunderts in der katholischen und protestantischen Welt. Christian Wegner Verlag, Hamburg 1959.
- Das Christusbild und die Kunst des 20. Jahrhunderts. Otto Müller Verlag, Salzburg 1960.
- Siegesfest in Karthago. Herder, Freiburg i. Br. 1961.
- Abstrakte Christliche Kunst. Ars Liturgica, Maria Laach 1962.
- Anton Wendling. Verlag Aurel Bongers, Recklinghausen 1962.

Herausgeber
- Der Sturm. Ein Erinnerungsbuch an Herwarth Walden und die Künstler aus dem Sturmkreis. Gemeinsam mit Nell Walden. Klein, Baden-Baden 1954.